# Keep Ya Head Up
"Keep Ya Head Up" é um single do rapper Tupac Shakur de seu segundo álbum de estúdio Strictly 4 My N.I.G.G.A.Z. lançado em 1993. A canção aborda questões relativas à falta de respeito para com as mulheres, principalmente mulheres pobres e negras. Ela tem uma mensagem muito positiva e é usada frequentemente como um exemplo do lado mais suave de 2Pac. Muitos a consideram como uma das mais profundas canções de rap já feitas e é frequentemente referenciada por outros artistas. A canção foi selecionada pela About.com como uma das 100 Melhores Canções de Rap assim como a famosa "Dear Mama".
Anos depois a canção apareceu na coletânea póstuma de Shakur Greatest Hits de 1998. A continuação da canção foi lançada no seu álbum póstumo Still I Rise, a continuição é chamada de "Baby Don't Cry (Keep Ya Head Up II)".
A canção também é utilizada na trilha sonora do filme Escritores da Liberdade.

## Videoclipe
O vídeo começa com as palavras "Dedicado em memória de Latasha Harlins", no vídeo aparece 2Pac em volta de algumas pessoas e em algumas cenas ele é visto segurando uma criança pequena. Sua mãe Afeni Shakur também aparece no vídeo. Jada Pinkett que era amiga de 2Pac fez uma aparição no vídeo da música.

## Desempenho
| Paradas (1993)                               | Melhor Posição |
| -------------------------------------------- | -------------- |
| Estados Unidos (Billboard Hot 100)           | 12             |
| Estados Unidos (Billboard R&B/Hip-Hop Songs) | 7              |